# Kg m/40
A Kulsprutegevär m/40, Kg m/40 (fuzil-metralhador modelo 40) é uma metralhadora leve usada pelo Exército Sueco durante a década de 1940.
A metralhadora era chamada negativamente de "galopperande järnsängen" ("cama de ferro galopante") pelos soldados devido ao seu recuo. Foi usada principalmente pela Guarda Nacional Sueca durante a Segunda Guerra Mundial, mas foi retirada de serviço e substituída pela, mais antiga, versão sueca do M1918 Browning Automatic Rifle conhecida posteriormente como Kg m/21.

## História
Por muitos anos, presumiu-se que a metralhadora foi desenvolvido a partir da Knorr-Bremse MG35/36 alemã, utilizado pela Wehrmacht e, supostamente, pela Waffen-SS. No entanto, pesquisas do historiador militar sueco Stellan Bojerud mostraram que a Kg m/40 foi desenvolvida a partir de uma patente de 1933, registrada na maioria dos países em nome de Ivar Joseph Stack e Axel Torsten Lindfors, enquanto no Canadá e nos Estados Unidos em nome de Hans Lauf, que pode ter projetado a metralhadora na Suécia para contornar a proibição do desenvolvimento de armas alemãs imposta pelo Tratado de Versalhes. O projeto patenteado era conhecido como LH33 e com câmara para o calibre 6,5×55mm, e foi comercializado sem sucesso pela Lindfors no Reino Unido em meados da década de 1930, onde era conhecido como Lindfors.
Quando Adolf Hitler anunciou a abertura para o rearmamento em 1935, Hans Lauf patenteou um projeto de metralhadora semelhante, conhecida como LH35, e uma versão aprimorada no ano seguinte, conhecida como LH 36. A Knorr-Bremse MG35/36 foi desenvolvida a partir das patentes LH 35 e LH 36, e fabricada em calibre 7,92x57mm Mauser. A Wehrmacht inicialmente a rejeitou em favor da MG 34, mas com a expansão do exército alemão, a Waffenfabrik Steyr foi contratada para fabricar uma versão da MG35/36, aprimorada por Wendelin Przykalla em 1939. 500 unidades foram encomendadas. A metralhadora recebeu o apelido de "Knorr-Bremse" e foi substituída em serviço pela MG 34 e pela MG 42 com o avanço da Segunda Guerra Mundial.
Com o advento da guerra na Europa, o exército sueco foi substancialmente expandido e a criação de uma força militar de reserva foi sancionada pelo parlamento, resultando em uma necessidade urgente de metralhadoras leves. Embora o exército tivesse aceitado uma versão aprimorada da Kg m/21, conhecida como Kg m/37, em serviço, a produção era lenta demais para atender à crescente demanda. Em junho de 1940, a Administração de Material do Exército Sueco concedeu à empresa recém-fundada, a AB Emge, posteriormente renomeada Svenska Automatvapen AB (SAV), que contava com a Lindfors entre seus fundadores, um contrato para fabricar e entregar um total de 2.500 Kg m/40 entre janeiro e maio de 1941, com um pedido adicional de 125 em algum momento do outono de 1941, e outro pedido de 2.300 metralhadoras a serem entregues entre setembro de 1942 e junho de 1943 foi feito em junho de 1942.
A fabricação não era realizada internamente pela SAV, que subcontratava diversas fábricas na região de Estocolmo para fabricar as respectivas peças e montava as metralhadoras apenas em suas fábricas. A qualidade das metralhadoras era ruim e os testes comparativos realizados entre janeiro e março de 1941 foram marcados por acidentes e mau funcionamento. Em junho de 1941, concluiu-se que a Kg m/40 ainda não era adequada para produção em massa, com todas as armas entregues anteriormente sendo devolvidas à SAV para ajustes. Isso eliminou a esperança da Administração de Material do Exército de que a metralhadora pudesse substituir a Kg m/37, mais cara e difícil de fabricar, em serviço.
No total, 4.926 metralhadoras foram entregues às forças suecas, uma a mais do que o contratado por motivos não especificados, sendo a última entregue em setembro de 1943.

### Implantação
A metralhadora esteve brevemente em serviço no Exército Sueco, onde foi impopular e passou para a Guarda Nacional, que a descartou em favor da Kg m/21 logo após a guerra.
Quando a Suécia começou a treinar a Brigada Dinamarquesa e as tropas policiais norueguesas na Suécia durante a Segunda Guerra Mundial, foi-lhes oferecido a Kg m/40. As tropas dinamarquesas ficaram supostamente descontentes com a metralhadora e, em vez disso, receberam a Kg m/37. O governo norueguês foi mais receptivo e encomendou 480 metralhadoras, elevando a produção total para 5.406.

### Projeto
A Kg m/40 possuía um mecanismo de trava semelhante ao da ZB vz. 26, também utilizada pelo exército sueco. Utiliza um carregador de 20 cartuchos, intercambiável com a Kg m/21 e a Kg m/37, que era carregado pela esquerda, semelhante ao FG 42. Sua cadência de tiro era de 480 tiros por minuto.

## Operadores
- Finlândia: Usou alguns números pequenos durante a Segunda Guerra Mundial
- Alemanha Nazista
- Noruega
- Suécia